# Sun Hao
Dans ce nom chinois, le nom de famille, Sun, précède le nom personnel.
Pour les articles homonymes, voir Sun.
Sun Hao est un empereur du royaume de Wu durant la période des Trois Royaumes. En tant que petit-fils de Sun Quan, il reçoit le Mandat Impérial du Wu à la mort de l'empereur Sun Xiu. On considère alors Sun Hao comme un jeune homme brillant, ouvert et très compétent. C'est donc sans problème qu'il monte sur le trône. Mais, une fois en place, il devient un tyran sans foi ni loi.
Personne ne sait comment endiguer la folie de Sun Hao et les citoyens du peuple se détournent alors du clan Sun. Pendant ce temps, l'Empereur Jin, Sima Yan, apprend les atrocités commises par le dirigeant du Wu et décide alors de frapper l'ultime royaume à avoir survécu depuis la rébellion des Turbans jaunes. Confiant le commandement de son armée à un général compétent, Du Yu, Sima Yan organise une double attaque, maritime et terrestre, contre la capitale du Wu.
Lorsque les armées de l'Empereur Jin arrivent en vue des troupes de Sun Hao, beaucoup de soldats désertent. Comme Liu Shan avant lui, le despotique seigneur de Jiangdong signe sa reddition. En 280, la Chine est unifiée sous la dynastie Jin et l'ère des Trois Royaumes prend fin.